# Babis (góra)

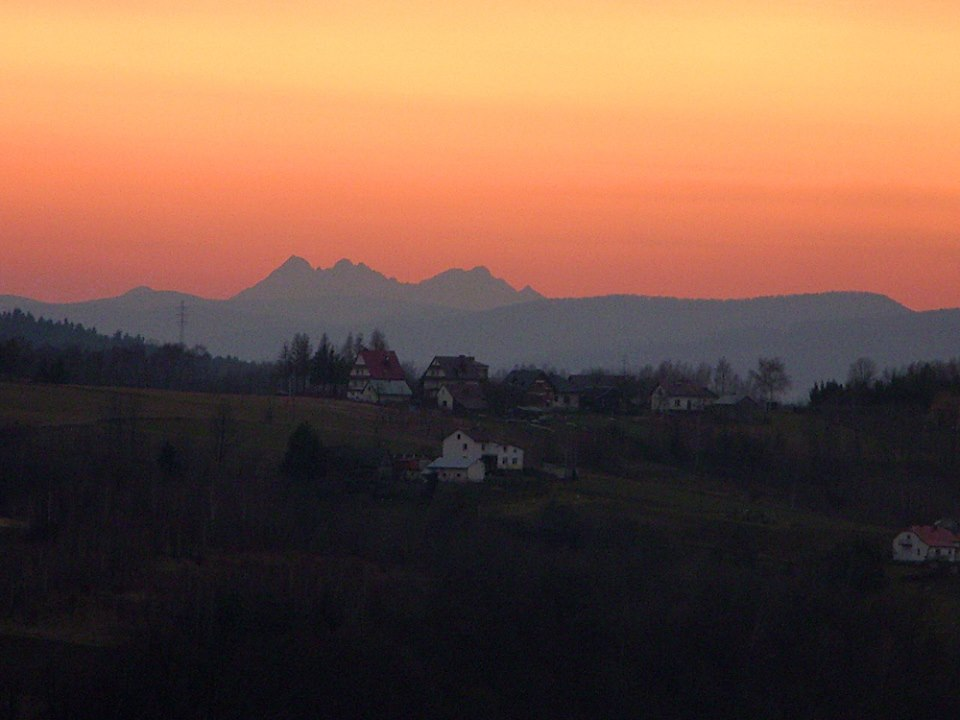
Widok na Tatry Wysokie z góry Babis

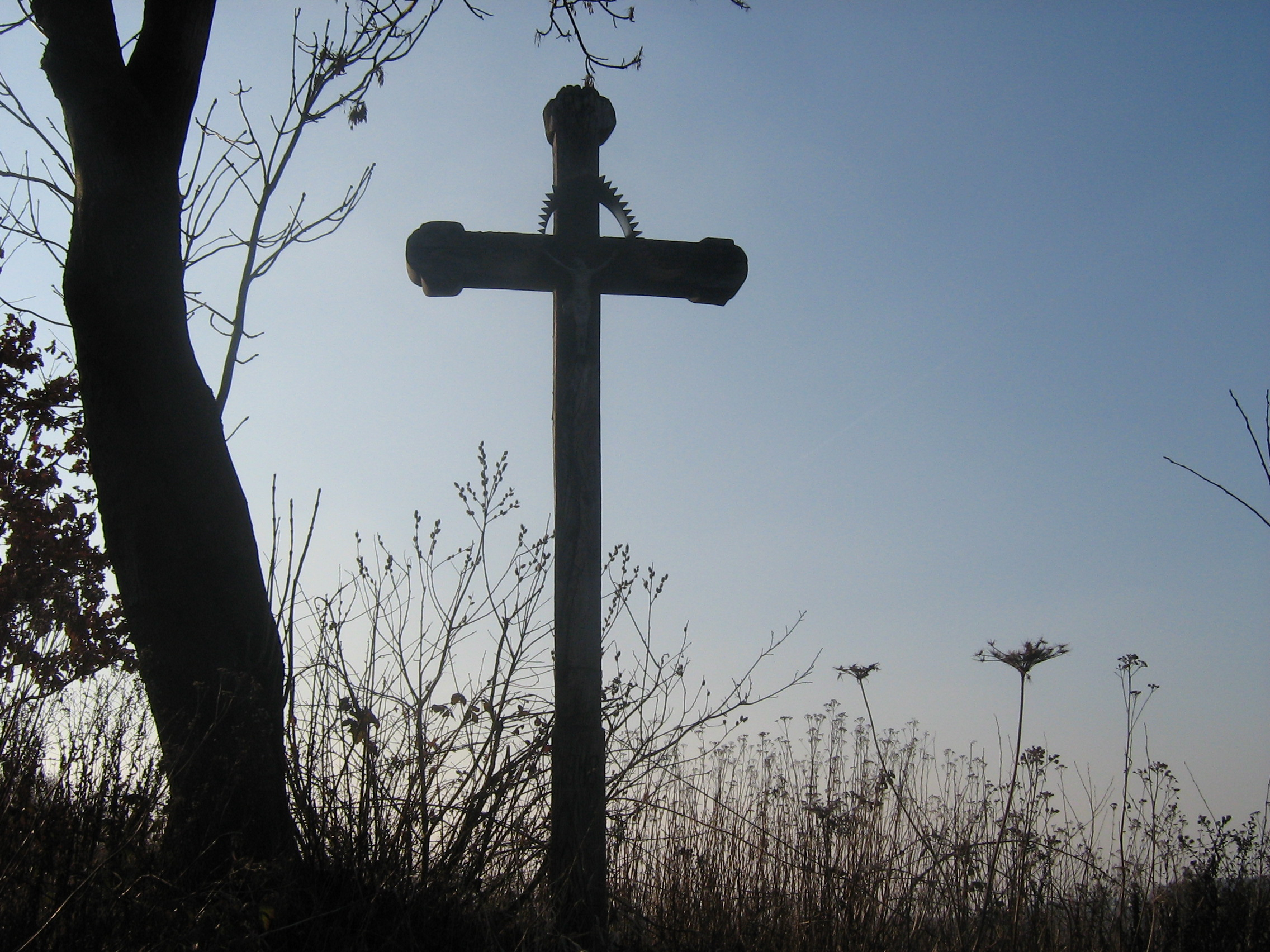
Krzyż partyzancki z 1948

Babis (inaczej: „Babia”, „Babi Las”) – góra w Polsce o wysokości 348 m n.p.m. zlokalizowana na pograniczu trzech miejscowości: Bączala Dolnego, Bączala Górnego i Sławęcina i sąsiadująca bezpośrednio ze Skołyszynem w powiecie jasielskim, w województwie podkarpackim w paśmie południowo-wschodnim Pogórza Ciężkowickiego, nad doliną Ropy. Znana ze złóż roponośnych. W sąsiedztwie wzniesienia zlokalizowana jest wiertnia ropy naftowej i gazu ziemnego.
Jest to najwyższe wzniesienie zarówno w Bączalu Dolnym jak i Sławęcinie, a także drugie co do wysokości oraz pierwsze pod względem wybitności w Bączalu Górnym (najwyższy punkt owej miejscowości znajduje się na 379 metrze nad poziom morza). Z południowego stoku przy sprzyjających pogodzie można zaobserwować Tatry Wysokie, w tym Łomnicę (2634 m n.p.m.). Ponadto w Bączalu Dolnym istnieje także przysiółek o tej samej nazwie obejmujący górę Babis i tereny przyległe.

## Przyroda
Góra, a właściwie wzgórze porośnięte jest w znacznym stopniu lasem mieszanym z przewagą lasu iglastego (głównie jodły i sosny) i domieszką dębu, a także brzozy. Wzniesienie jest stanowiskiem występowania rzadkich i prawnie chronionych gatunków roślin, w tym m.in. z rodziny storczykowatych: podkolana białego, stoplamka szerokolistnego i kruszczyka błotnego – który jest umieszczony na Czerwonej liście roślin i grzybów Polski, a także narażony jest na wymarcie na terenie kraju. Wśród runa leśnego spotkać można siedliska wczesnowiosennej cebulicy dwulistnej, zawilca gajowego czy kopytnika pospolitego oraz liczne skupiska borówki, a także wiele rodzajów grzybów: borowików, maślaków, kozaków oraz owocującej w marcu, a rzadko występującej na Podkarpaciu – smardzówki czeskiej.
Swoje miejsce występowania w obrębie wzniesienia mają: jenoty, lisy, dziki, sarny, a także w stromych dolinach strumieni – bobry. Z ptaków obserwuje się: jastrzębie, puszczyka uralskiego, derkacza oraz w przyległym pasie łąk – czajkę zwyczajną.
Spod głównego szczytu swój początek bierze jeden ze strumieni, który w późniejszym etapie tworzy potok Młynówka. Kilka kilometrów dalej znajduje się obszar mający znaczenie dla Wspólnoty Natura 2000 pod nazwą Łąki nad Młynówką – jeden z najcenniejszych terenów pod względem faunistycznym i florystycznym w powiecie jasielskim.

## Historia
W trakcie I wojny światowej, z początkiem maja 1915 toczyły się tutaj krwawe walki o silnie umocniony i ważny z wojennego punku widzenia masyw góry Babis. W zaciętej walce na bagnety o strategiczne pozycje obronne Rosjan poległo co najmniej 489 żołnierzy różnych narodowości: Niemców, Rosjan i obywateli Austro-Węgier.
Historycznymi pamiątkami po tych tragicznych wydarzeniach są cmentarze wojenne:
- ulokowany w partii szczytowej cmentarz wojenny nr 27 – jedna z najbardziej malowniczych i najcenniejszych nekropolii wojennych w okręgu jasielskim, na skraju lasu mieszanego[8].
- oraz kolejny: cmentarz wojenny nr 26 z urzekającym krajobrazem na dolinę rzeki Ropy oraz Pasmo Magurskie i górę Cieklinkę w Beskidzie Niskim[9].

Na wierzchowinie szczytowej, nieopodal cmentarza wojennego nr 26 znajdują się pozostałości dawnego cmentarza cholerycznego, założonego w celu pochówku ofiar epidemii zarazy w XIX wieku. Obecnie na tym miejscu stoi betonowy krzyż wraz z tabliczką inskrypcyjną, którego poświęcenie odbyło się w grudniu 1992.
Poza tym, w obrębie wzniesienia ustawione są dwa drewniane krzyże, jeden przy drodze powiatowej relacji Bączal – Skołyszyn, z wyrytą u nasady datą „1948” – jest to tzw: krzyż partyzancki, miejsce pierwotnego spoczynku poległego tutaj żołnierza AK, drugi natomiast przy drodze gminnej prowadzącej do cmentarza wojennego numer 27, na skraju lasu.